# Bănișor

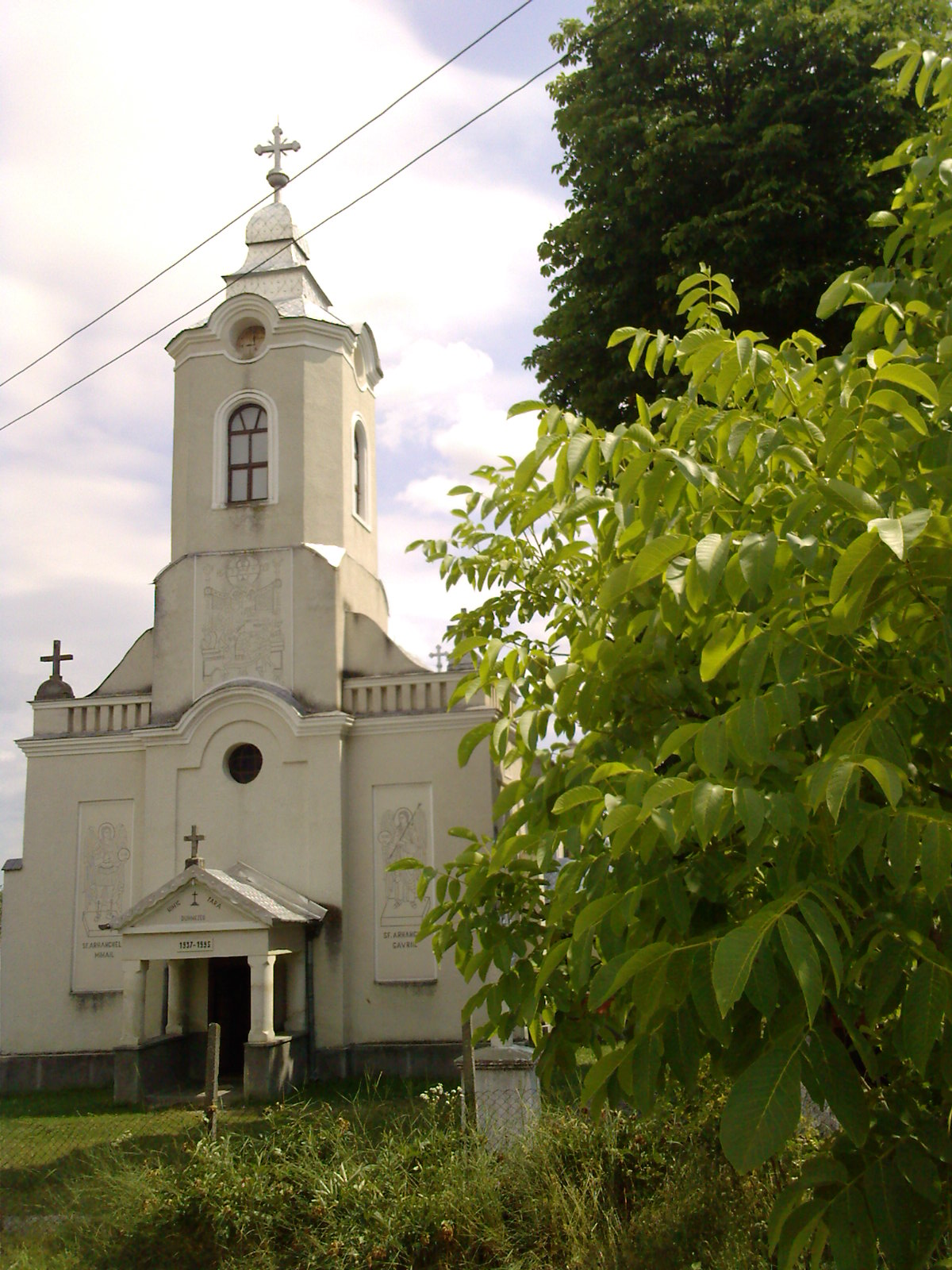
Orthodoxe kerk San Biserica

Bănișor is een Roemeense gemeente in het district Sălaj.
Bănișor telt 2315 inwoners.